# Pirttimäki (Espoo)
Pour les articles homonymes, voir Pirttimäki.
Pirttimäki est une zone de loisirs de plein air située dans les quartiers de Kunnarla et de  Nuuksio à Espoo en Finlande,,.

## Description
D'une superficie de 430 hectares, Pirttimäki est située entre le lac Bodominjärvi et le lac Nuuksion Pitkäjärvi.
Pirttimäki est une zone sauvage façonnée par l'ère glaciaire .
Le paysage est dominé par des pentes rocheuses escarpées et des rochers, de nombreux lacs et étangs, ainsi que des marais et des zones humides.
Pirttimäki a une noyeraie de 1,8 hectare.
Au nord-ouest, Pirttimäki est aussi relié à la zone de loisirs de plein air de Karjakaivo (fi) à proximité de l'école de sport de Solvalla.
Dans la partie orientale de Pirttimäki, le long de la route Kunnarlantie, à l'extrémité nord du lac Bodominjärvi, il y a un chalet avec des cafés et des salles.
Dans son voisinage immédiat, il y a un parking, des aires de jeux pour enfants, des terrains de jeux de balle, un sauna.
Pirttimäki compte des aires de camping sur les rives de ses étangs.
La ville d'Helsinki a acheté Pirttimäki en 1946.

## Sentiers de randonnée
Du chalet de Pirttimäki un sentier de 7,4 kilomètres de long mène à Solvalla.
Il existe aussi d'autres sentiers de randonnée dans la zone, par exemple, un sentier vers Oittaa, Bemböle, Kasavuori et le parc central d'Espoo.
Pirttimäki compte 20 km de sentiers randonnée balisés.
Le sentier le plus long est de 8 km et le plus court est de 3 km.
En hiver, les sentiers deviennent des pistes de ski de randonnée.